# Śluz roślinny
Śluz roślinny – lepki galaretowaty roztwór substancji organicznych (połączenia wielocukrów z kwasami uronowymi i białkami) występujący w tkankach niektórych roślin. W stanie suchym śluz staje się kruchy i twardy.
Powstaje w wyniku przeobrażenia błon komórkowych na powierzchni nasion (np. len, rzeżucha, chleb świętojański) lub w specjalnych komórkach, np. korzeni, liści, nasion (ślaz, malwa, sagowców). W niektórych przypadkach śluz powstaje poprzez czynnik chorobotwórczy. W tym przypadku śluzowaceniu ulega wiele komórek, np. w przypadku okaleczenia gałązek akacji, wiśni czy śliwy.
Śluz z drzew znajduje również swoje praktyczne zastosowanie. Na przykład śluz z drzewa wiśniowego (klej wiśniowy) lub z drzewa akacji senegalskiej (tzw. guma arabska) są stosowane do wyrobu klejów. W medycynie śluzy roślinne mają szerokie zastosowanie ze względu na swoje specyficzne działanie na ludzki organizm. Wchodzą one w skład wielu leków o działaniu zmiękczającym, łagodzącym, powlekającym błony śluzowe przy chorobach dróg oddechowych i w chorobach przewodu pokarmowego.
Ich charakterystyczna właściwość pęcznienia przy zetknięciu z wodą jest wykorzystywana w lecznictwie: niektóre z tych surowców roślinnych stosuje się w formie leków łagodnie przeczyszczających (np. agar-agar, nasiona lnu, babki płesznika). Surowce śluzowe w lecznictwie pełnią rolę środków osłaniających, zmiękczających, ochronnych i przeciwzapalnych. Działanie to jest wyłącznie miejscowe, ponieważ śluzy nie wchłaniają się z przewodu pokarmowego.
Jako środki ochronne mają znaczenie w:
- stanach zapalnych przewodu pokarmowego,
- stanach zapalnych dróg oddechowych,
- zastosowaniu zewnętrznym na skórę.

Najczęściej stosuje się:
- korzeń i liść prawoślazu,
- kwiat ślazu leśnego,
- kwiat malwy czarnej,
- nasiona lnu,
- nasiona kozieradki,
- kwiat dziewanny,
- liść podbiału,
- porost islandzki,
- nasiona babki płesznika,
- nasiona pigwy,
- bulwy storczyków,
- agar-agar,
- karagen,